# Hypolimnas limbata
Hypolimnas limbata är en fjärilsart som beskrevs av Crowley 1890. Hypolimnas limbata ingår i släktet Hypolimnas och familjen praktfjärilar. Inga underarter finns listade i Catalogue of Life.